# Горбили
Горбилите (Sciaena) са род актиноптери от семейство Минокопови (Sciaenidae).
Таксонът е описан за пръв път от Карл Линей през 1758 година.

## Видове
- Sciaena callaensis
- Sciaena deliciosa
- Sciaena umbra – Морска врана